# Emile Severeyns
Emile Severeyns (Schoten, 19 Augustus 1931 – Antwerpen, 30 november 1979) was een Belgisch baanwielrenner.

## Biografie
Severeyns was beroepsrenner van 1953 tot 1971. Hij kende vooral succes als zesdaagsewielrenner. Hij heeft uit 151 starts 25 eindoverwinningen in die wedstrijden behaald en neemt daarmee de 19e plaats in op de ranglijst aller tijden. Van die 25 heeft hij er 19 samen met zijn landgenoot Rik Van Steenbergen behaald. 
Als baanrenner werd hij ook vier keer naeen (1958-1961) Europees kampioen koppelkoers (madison), opnieuw samen met Rik Van Steenbergen.
Naast de baan was hij ook actief op de weg. Zijn belangrijkste overwinningen daar waren in 1953 en 1957 toen hij de GP Briek Schotte won.  

## Overzicht Zesdaagseoverwinningen
| Nr. | Jaar | Zesdaagse van | Samen met                              |
| --- | ---- | ------------- | -------------------------------------- |
| 1   | 1955 | Gent          | Rik Van Steenbergen                    |
| 2   | 1955 | Brussel       | Rik Van Steenbergen                    |
| 3   | 1956 | Dortmund      | Rik Van Steenbergen                    |
| 4   | 1956 | Brussel       | Rik van Steenbergen                    |
| 5   | 1955 | Berlijn       | Rik Van Steenbergen                    |
| 6   | 1958 | Antwerpen     | Rik Van Steenbergen en Reginald Arnold |
| 7   | 1958 | Frankfurt     | Rik Van Steenbergen                    |
| 8   | 1958 | Brussel       | Rik Van Steenbergen                    |
| 9   | 1958 | Kopenhagen    | Rik Van Steenbergen                    |
| 10  | 1959 | Zürich        | Rik Van Steenbergen                    |
| 11  | 1960 | Århus         | Rik Van Steenbergen                    |
| 12  | 1960 | Brussel       | Rik Van Steenbergen                    |
| 13  | 1960 | Kopenhagen    | Rik Van Steenbergen                    |
| 14  | 1961 | Dortmund      | Rik Van Steenbergen                    |
| 15  | 1961 | Zürich        | Rik Van Steenbergen                    |
| 16  | 1962 | Keulen        | Rik Van Steenbergen                    |
| 17  | 1962 | Milaan        | Rik Van Steenbergen                    |
| 18  | 1964 | Montreal      | Palle Lykke                            |
| 19  | 1964 | Quebec        | Lucien Gillen                          |
| 20  | 1965 | Toronto       | Rik Van Steenbergen                    |
| 21  | 1965 | Quebec        | Rik Van Steenbergen                    |
| 22  | 1966 | Madrid        | Walter Godefroot                       |
| 23  | 1966 | Montreal      | Palle Lykke                            |
| 24  | 1967 | Montreal      | Patrick Sercu                          |
| 25  | 1968 | Antwerpen     | Sigi Renz en Theofiel Verschueren      |

| Aantal | Samen met                                                                                               |
| ------ | --- |
| 19     | - Rik van Steenbergen                                                                                   |
| 2      | - Palle Lykke                                                                                           |
| 1      | - Sigi Renz - Patrick Sercu - Walter Godefroot - Lucien Gillen - Theofiel Verschueren - Reginald Arnold |

## Resultaten in voornaamste wedstrijden
| Jaar | Ronde van Italië | Ronde van Frankrijk | Ronde van Spanje |
| ---- | ---------------- | ------------------- | ---------------- |
| 1954 | opgave           |                     |                  |
| 1956 |                  |                     | opgave           |
| 1957 |                  |                     |                  |
| 1958 |                  |                     |                  |
| 1959 |                  |                     |                  |

| Jaar | Gent-Wevelgem | Parijs-Roubaix |
| ---- | ------------- | -------------- |
| 1954 |               |                |
| 1956 |               |                |
| 1957 |               | 58e            |
| 1958 |               | 54e            |
| 1959 | 51e           |                |

Wielerploegen van Emile Severeyns
Bar ·
Borgmans ·
Collette ·
Coppens ·
Cornelis ·
Goossens ·
Janssens ·
Joosen ·
Lelangue · 
Maes ·
Mortiers ·
Paulissen ·
Seneca ·
Severeyns ·
Simon ·
Van Buggenhout · 
Van Gompel ·
Van Huyck ·
Van Steenbergen ·
Vanderveken ·
Wouters
Buysse ·
Collette ·
Coppens ·
Covens ·
De Breucker ·
Demaer ·
Demunster ·
Goossens ·
Janssens ·
Joosen ·
Lelangue · 
Maes ·
Scherens ·
Schreel ·
Scrayen ·
Seneca ·
Severeyns ·
Van D'Huynslager ·
Van De Kerckhove · 
Van Gompel ·
Van Huyck ·
Van Poucke ·
Van Steenbergen ·
Vanderveken ·
Wouters
Bosmans ·
Covens ·
De Boever ·
De Breucker ·
Decabooter ·
De Muynck ·
De Wilde ·
De Wolf ·
Deferm ·
Demaer ·
Demunster ·
Haelterman ·
Haleydt ·
Ivens ·
Janssens ·
Joosen ·
Lelangue · 
Lykke ·
Proost ·
Scherens ·
Schreel ·
Scrayen ·
Seneca ·
Severeyns ·
Seynaeve ·
Sterckx ·
Stevens ·
Storms ·
Van Aerde ·
Van Coningsloo (vanaf 28/03) ·
Van Damme ·
Van De Kerckhove · 
Van Den Bossche ·
Van Steenbergen ·
Vanderbist ·
Wouters
Baguet ·
Ballegeer ·
De Pauw ·
De Wolf ·
Decraeye ·
Delvael ·
Derboven ·
A. Desmet ·
H. Desmet ·
Himpe ·
Jaroszewicz ·
Lykke ·
Maes ·
Mathy ·
Merckx ·
Peelen ·
Planckaert ·
Schroeders ·
Scrayen ·
Sels ·
Seneca ·
Sercu ·
Severeyns ·
Sorgeloos · 
Staldeur ·
Stevens ·
Van Aerde ·
Van De Kerckhove · 
Van Looy ·
Van Steenbergen ·
Van Vreckom ·
Vandecaveye